# آيت ويخلفن 1 (رأس اجري)
آيت ويخلفن 1 هي إحدى مشيخات المملكة المغربية، تتبع جغرافيا لإقليم الحاجب وإداريًا لرأس اجري. يقدر عدد سكانها بـ 6119 نسمة حسب الإحصاء الرسمي للسكان والسكنى لسنة 2004.